# Zloděj duší (album)
Zloděj duší je dvacáté studiové album Hany Zagorové. Nahráno bylo ve studiu Charlies a vyšlo roku 2007. Album vydalo vydavatelství Multisonic a.s.. Na toto album si sama interpretka napsala tři texty. 

## Seznam skladeb
| Zloděj duší (album) | Zloděj duší (album)                                        | Zloděj duší (album) |
| Pořadí              | Název                                                      | Délka               |
| ------------------- | ---------------------------------------------------------- | ------------------- |
| 1.                  | Tam, kde něco končí (Petr Malásek, Václav Kopta)           | 03:59               |
| 2.                  | Zloděj duší (A Case Of You) (Joni Mitchell, Hana Zagorová) | 06:31               |
| 3.                  | Já tě čekala (Vašo Patejdl, Eduard Krečmar)                | 03:17               |
| 4.                  | Breviář lásky (Jiří Zmožek, Vladimír Čort)                 | 03:38               |
| 5.                  | Já ty oči znám (Vašo Patejdl, Eduard Krečmar)              | 03:47               |
| 6.                  | Každý jednou zaplatí (Jiří Březík, Jiří Březík)            | 04:30               |
| 7.                  | Vím, že se díváš (David Noll, Michal Horáček)              | 03:59               |
| 8.                  | Na dně moří (Karel Vágner, Hana Zagorová)                  | 04:09               |
| 9.                  | S láskou je svět akorát (Jiří Březík, Jiří Březík)         | 03:17               |
| 10.                 | Žádám, Bože náš (Vašo Patejdl, Eduard Krečmar)             | 03:38               |
| 11.                 | Cestou (Jiří Březík, Jiří Březík)                          | 03:45               |
| 12.                 | Adieu (L'adieu) (Didier Barbelivien, Hana Zagorová)        | 03:42               |
| Celková délka:      | Celková délka:                                             | 48:05               |

## Hudební aranžmá
- Aranžmá: Miroslav Vydlák
- Hudební režie: Miroslav Vydlák, Karel Vágner
- Zvuková režie, střih a mix: Zdeněk Klement, Miroslav Vydlák
- Producent: Karel Vágner

- Zpěv: Hana Zagorová
- Vokály: Sbor Jiřího Březíka (Naďa Wepperová, Alenka Průchová, Dušan Kollár, Jiří Březík

- Ivan Korený - kytary
- Gabriela Krčková - anglický roh
- Václav Sýkora - příčná flétna
- Jan Šimůnek - housle
- Miroslav Surovec Surka - trubka
- Josef Pospíšil - trombón
- Vladimír Borýš Secký - saxofony a klarinet